# Phoradendron californicum
Phoradendron californicum,  el muérdago desierto o mezquite muérdago, es una planta hemiparásita originaria del sur de California, Nevada, Arizona, Sonora, Sinaloa y Baja California. Se puede encontrar en los desiertos de Mojave y de Sonora a altitudes de hasta 1.400 m s. n. m.

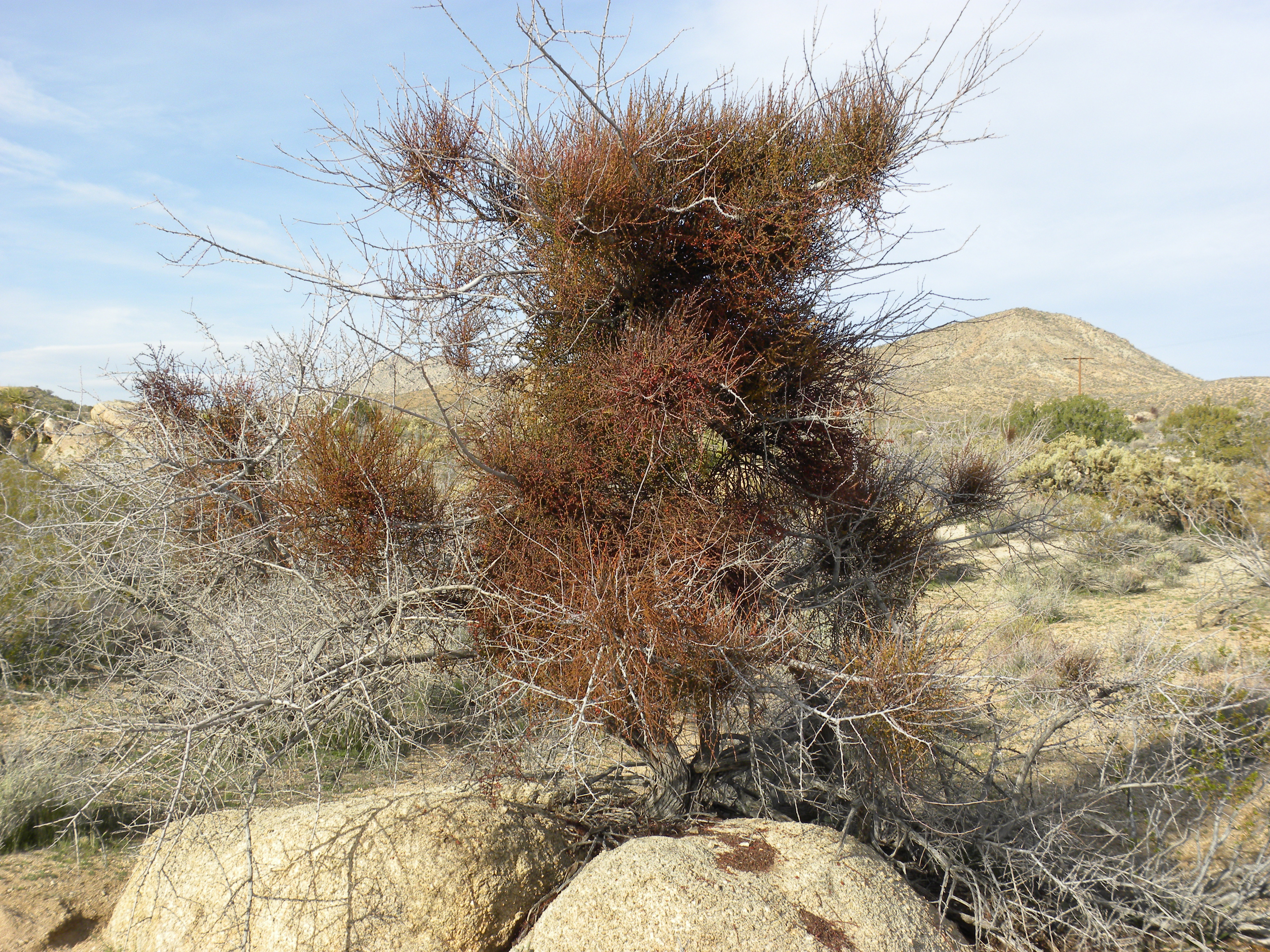
En el Desierto de Mojave

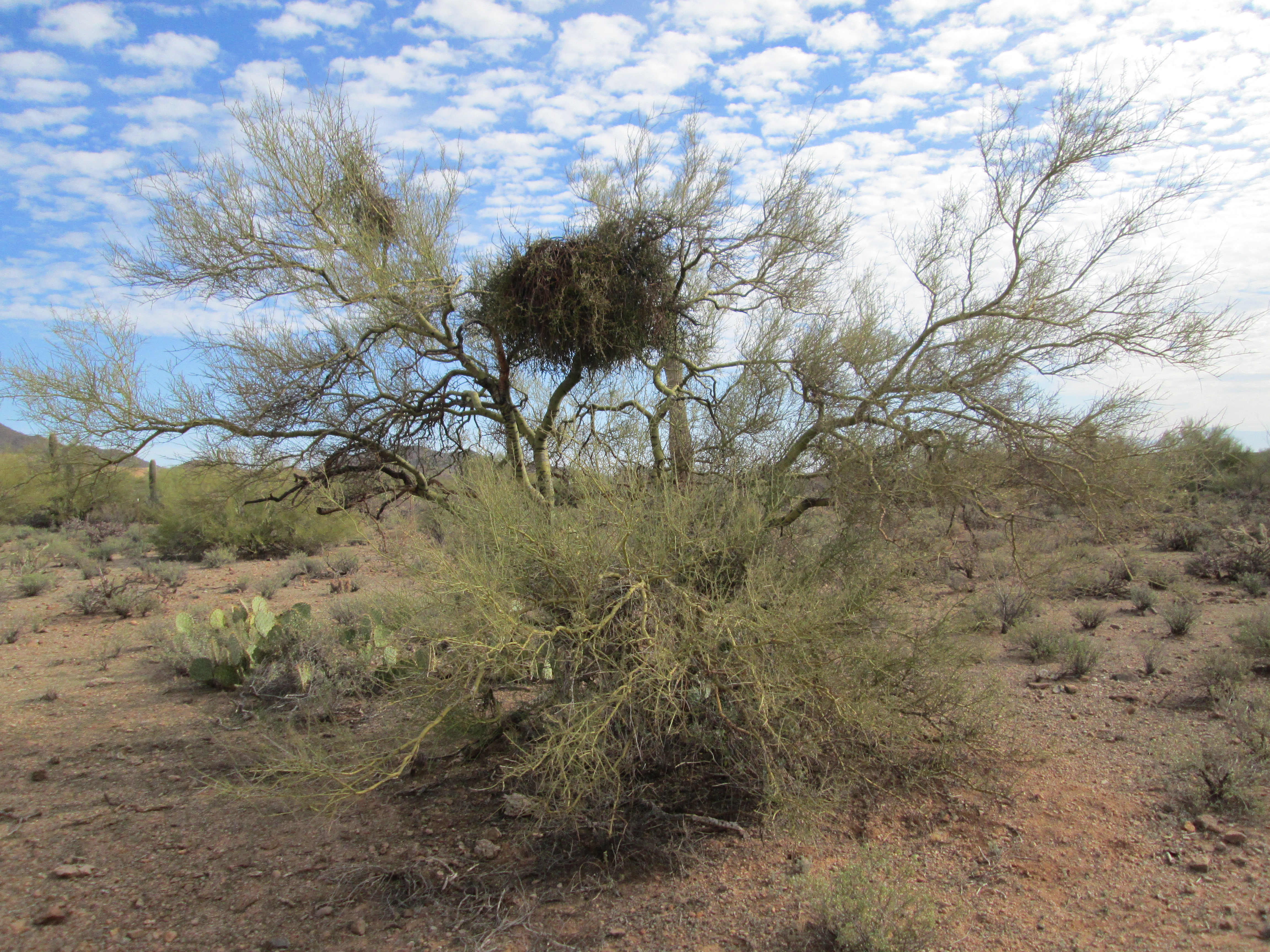
Vista de la planta

## Descripción
El muérdago es una planta sin hojas que se adhiere a las plantas huésped, a menudo árboles leguminosas del desierto, leñosas como Cercidium y Prosopis. El muérdago del desierto toma el agua y los minerales de sus plantas hospederas, pero tiene su propia fotosíntesis por lo que es una hemiparásita.
Durante el invierno produce flores fragantes y poco visibles. La planta femenina produce bayas de color rojizo a claro que son comidas por las aves  Phainopepla nitens. Las Phainopeplas no pueden digerir la semilla del muérdago del desierto, por lo que las aves dispersan las semillas cuando defecan.

## Taxonomía
Phoradendron californicum fue descrita por Thomas Nuttall y publicado en Journal of the Academy of Natural Sciences of Philadelphia 1(2): 185. 1848.
Sinonimia
- Phoradendron californicum var. distans Trel.
- Phoradendron californicum var. leucocarpum (Trel. ex Munz & I.M. Johnst.) Jeps.
- Phoradendron californicum f. leucocarpum Trel. ex Munz & I.M. Johnst.
- Phoradendron californicum f. nanum Trel.[4]